# Vedano al Lambro
Vedano al Lambro est une commune italienne de la province de Monza et de la Brianza, dans la région de la Lombardie.
La commune est très proche du circuit où chaque année se dispute le Grand Prix de Formule 1.

## Histoire
Le peintre baroque Giovanni Ghisolfi (1623-1683) a réalisé des fresques, aujourd'hui perdues, dans la Villa Litta Modignani (it).

## Administration
| Période                                  | Période  | Identité         | Étiquette               | Qualité |
| ---------------------------------------- | -------- | ---------------- | ----------------------- | ------- |
| 2011                                     | 2021     | Renato Meregalli | Lista civica per Vedano | Maire   |
| 2021                                     | En cours | Marco Merlini    | Projet Vedano           | Maire   |
| Les données manquantes sont à compléter. |          |                  |                         |         |

### Communes limitrophes
Biassono, Lissone, Monza.

## Jumelages
- Domène, France.